# Пјетро Паролин
Пјетро Паролин (рођен 17. јануара 1955. године) је италијански римокатолички свештеник. Од 2014. године је кардинал и државни секретар Града-државе Ватикана, а од октобра 2013. године је члан Савета кардинала. Пре рада у дипломатској служби Ватикана је био дипломата у Нигерији, Мексику и Венецуели. Шест година је био заменик за односе са државама државног секретара Ватикана. Течно говори италијански, енглески, француски и шпански језик. Рођен је у Скијавону. Познат је по честим дипломатским активностима за Ватикан који укључују састанке са највишим представницима САД, ЕУ и многих римокатоличких земаља. Важио је за жестоког противника истополних бракова. Након што су истополни бракови легализовани у Ирској, Паролин је изјавио да је ово пропаст хришћанских принципа. Међутим, временом је променио став и подржао ,, широки дијалог" унутар цркве по том питању. Носилац је Ордена Републике Србије.